# 凯撒神庙
41°53′31″N 12°29′10″E / 41.891943°N 12.486246°E
凯撒神庙（拉丁語：Aedes Divi Iulii 或 Templum Divi Iulii）始建于公元前42年，在罗马元老院追封凯撒为神之后，屋大维为他的养父修建这座爱奥尼柱式的神庙，凯撒神庙同時也被称为彗星神庙(Temple of the Comet Star)，原因是屋大維在凯撒被刺杀后四个月，在公元前44年7月也是凯撒的誕生月，在罗马举辦紀念凯撒的竞技運動會。在竞技運動會举行时有颗明亮的大彗星连续7日出现在罗马夜空中，罗马人相信这是凯撒的灵魂升上天成为神的證明，所以在神廟內所供奉的是一個額上有一顆星的凱撒像。

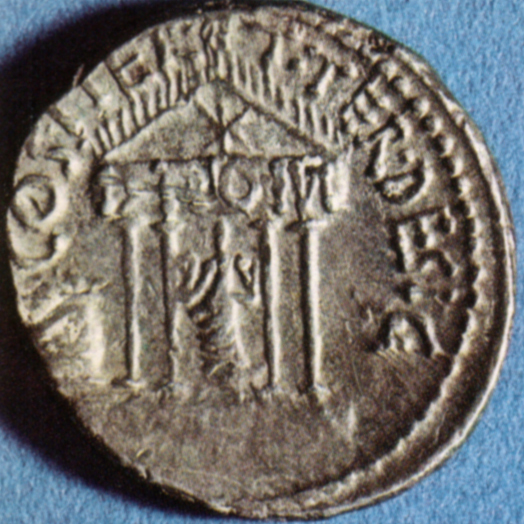
凯撒神庙银币

公元前29年8月18日，在亚克兴角战役之后，举行了奉献仪式。神庙坐落在古罗马广场（Forum）主广场的东侧，介于雷吉亚圣殿（Regia）、卡斯托尔和波吕克斯神庙和艾米利亚巴西利卡（Basilica Aemilia）之间，就在凯撒火葬的地点，葬礼上马克·安东尼宣读凯撒的遗嘱。
凯撒是第一位被神化并获得祠庙尊崇的罗马公民。（安东尼和Faustina神庙附近现存的罗穆卢斯神庙并非是崇拜罗马的创始人，而是崇拜皇帝马克森提乌斯的儿子）。公元前44年，马克·安东尼充当他的祭司。屋大维在凯撒神庙开始将私人崇拜过渡到公共礼拜。

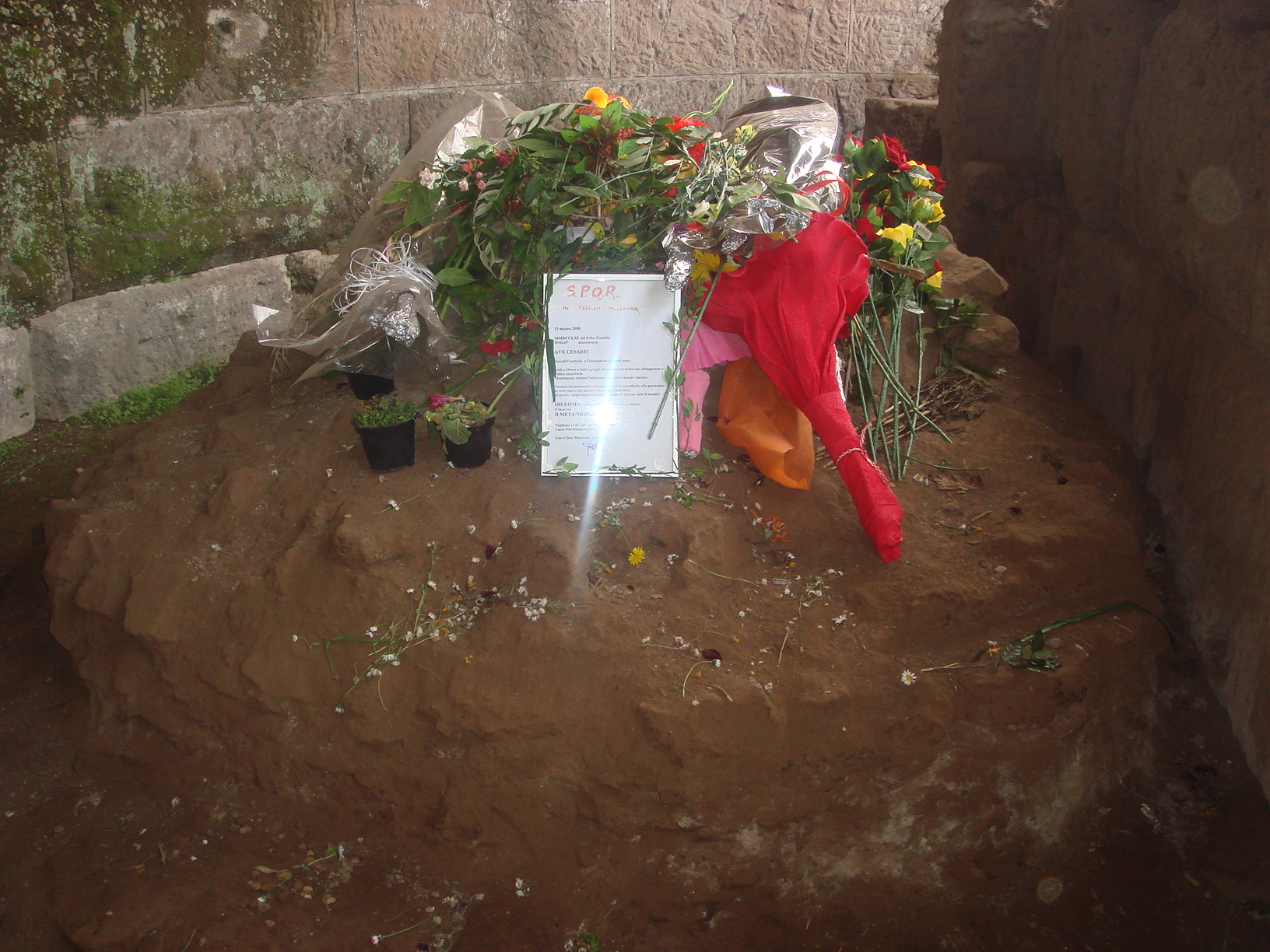
神庙內的凯撒祭壇，凯撒火葬的地点(神庙就是環繞祭壇周圍建造)

仍有游客定期在祭坛上献花。

## 参看
- 尤利烏斯·凱撒
- 凱撒彗星